# Sunnyvale (Teksas)
Sunnyvale – miasto w Stanach Zjednoczonych, w stanie Teksas, w hrabstwie Dallas.

## Demografia
Według przeprowadzonego przez United States Census Bureau spisu powszechnego w 2010 miasto liczyło 5 130 mieszkańców, co oznacza wzrost o 90,5% w porównaniu do roku 2000. Natomiast skład etniczny w mieście wyglądał następująco: Biali 68,4%, Afroamerykanie 6,2%, Azjaci 20,4%, pozostali 5,0%.